# Hiro Hamada
Hiro Hamada (浜田ヒロ, Hamada Hiro), um garoto de 14 anos de idade, é o personagem principal do filme de animação gráfica,  Operação Big Hero, da Disney. 
Hiro é um garoto, com descendência mista, japonesa e italiana, que foi criado com seu irmão mais velho por sua tia Cass, após a morte de seus pais quanto o mesmo tinha três anos.  
Hiro era um gênio nascido, sendo muito avançado e superando todos os seus pares, incluindo seu próprio irmão em uma variedade de planos intelectuais ao ponto em que ele encontrou-se regularmente saltando notas, a fim de continuar sua própria "educação". Aos 13 anos de idade, ele se formou no ensino médio e, posteriormente, aproveitou e dominou uma grande massa de informações e conceitos complexos do mundo que a maioria dos alunos matriculados na faculdade estavam apenas começando a conhecer.
Tadashi também o levou para casas assombradas para o Halloween em muitas ocasiões.
Em algum momento no passado, Hiro se envolveu em brigas com robôsque logo se transformaram em uma saída para seu intelecto, apesar das conotações sociais negativas pelas quais o esporte era conhecido.Durante esse tempo ele também se tornou amigo dos outros bot-lutadores como Stan .

## No filme
De acordo com as pesquisas oficias, a estatura de Hiro é 1,52 m.
Hiro, no filme vive na cidade de San Fransokyo, uma mistura de São Francisco e Tóquio.

## Parentesco
- Tadashi Hamada (irmão) (Tadashi morreu no incêndio tentando salvar o professor Robert Callaghan),
- Cass Hamada (tia),
- Os pais de Hiro morreram quando ele tinha 3 anos

## Outras aparições
- Hiro é jogável na ToyBox de  Disney Infinity: 2.0 e 3.0.
- Hiro é um personagem jogável em Big Hero 6 : Battle in the bay
- Hiro é um personagem jogável em Disney Heroes: Battle Mode (jogo para smartphone).[1]
- Hiro é inspirado em um personagem de quadrinhos da Marvel